# Teoria dell'identità sociale
La teoria dell'identità sociale (in inglese Social Identity Theory, abbreviato SIT) definisce e spiega i processi che avvengono all'interno di un gruppo sociale e tra gruppi sociali diversi. Il processo più importante analizzato dalla SIT è l'influenza che il gruppo esercita sui singoli membri che ne fanno parte, per quanto attiene lo sviluppo del loro senso di sé (o concetto di sé) e la loro autostima.
Secondo questa teoria, le persone tendono a favorire il proprio gruppo di appartenenza (in-group), rispetto a un gruppo al quale non appartengono (out-group) poiché il primo è funzionalmente legato alla loro identità individuale. Con la sua enfasi sull'importanza dell'appartenenza al gruppo per sviluppare un concetto di sé adeguato e funzionale, la teoria dell'identità sociale contrasta le altre teorie in auge fino a quel momento, che ritenevano lo sviluppo del senso di sé più legato a dinamiche individuali o al massimo familiari.
La teoria dell'identità sociale rappresenta uno dei principali modelli esplicativi della psicologia sociale contemporanea, sia per gli approcci di social cognition sia per la comprensione delle dinamiche funzionali intergruppi.
la teoria è stata sviluppata in Inghilterra da Henri Tajfel e John C. Turner già a partire dagli anni '70, e si è in seguito rivelata come il programma di ricerca fondamentale nella psicologia cognitiva sui gruppi, sia in ambito europeo che nordamericano.

## Le origini della SIT: il paradigma dei gruppi minimali
Le prime teorizzazioni della SIT, a partire dalla metà degli anni '50, sono derivate dal lavoro pionieristico di Tajfel sul cosiddetto paradigma dei gruppi minimali, ovvero sulle modalità di costituzione dei processi di discriminazione ed autosegregazione funzionale nei gruppi umani.
Negli esperimenti di gruppo minimale, Tajfel suddivideva in maniera completamente casuale ed arbitraria i suoi soggetti sperimentali in due gruppi, differenziati da variabili minime e superficiali (ad esempio, la predilezione estetica per i dipinti di Klee rispetto a quelli di Kandinskij, o simili minuzie), per poi osservare come, spontaneamente, i soggetti assegnati ai due gruppi iniziassero in pochissimo tempo ad auto-percepirsi come "gruppo diverso, migliore e contrapposto all'altro". I membri del proprio gruppo venivano quindi subito genericamente "preferiti" rispetto ai membri dell'altro gruppo.
La forte tendenza degli esseri umani a creare distinzioni "noi/loro" nel contesto delle relazioni intergruppi, anche basando la distinzione su motivazioni del tutto banali, emerse da questi esperimenti come un processo psicologico istintivo, automatico e immediato.
Da questi esperimenti, Tajfel iniziò a derivare una teorizzazione più complessa dei processi psicologici di auto ed etero-categorizzazione intergruppi, e delle dinamiche identitarie e socio-cognitive, connesse con la costruzione dell'appartenenza/opposizione di gruppo.

## LaSocial Identity Theory
La SIT concettualizza il gruppo come luogo di origine dell'identità sociale: nell'uomo è spontanea la tendenza a costituire gruppi, a sentirsene parte ed a distinguere il proprio gruppo di appartenenza (ingroup) da quelli di non-appartenenza (outgroup), elicitando consequenzialmente dei meccanismi di bias cognitivo ed un comportamento di favoritismo per il proprio gruppo (e l'inverso per gli outgroup).
Secondo la SIT, l'"identità sociale" dell'individuo si costruisce attraverso tre processi funzionalmente collegati:
1. Categorizzazione: l'individuo costruisce "categorie" funzionalmente discriminanti di appartenenza, basate su fattori di vario tipo (per età, genere sessuale, posizione sociale o lavorativa, religione, appartenenza politica, tifo per una squadra di calcio, ideologie di riferimento, appartenenza etnica, etc...), tendendo a minimizzare le differenze tra i soggetti all'interno della categoria, massimizzando al contempo le differenze con le categorie contrapposte.
2. Identificazione: le varie appartenenze ai diversi gruppi forniscono la base psicologica per la costruzione della propria identità sociale. L'identità sociale è in effetti costituita da una gerarchia di appartenenze multiple. È possibile distinguere tra Identità Situata (in un dato momento un'appartenenza può essere maggiormente saliente rispetto ad altre) ed Identità Transitoria (un'appartenenza categoriale momentanea, legata a particolari situazioni/momenti; ad es., chi si autopercepisce ed autocategorizza come "tifoso" solo in occasione dei Mondiali di calcio e non in altre situazioni).
3. Confronto sociale: l'individuo confronta continuamente il proprio ingroup con l'outgroup di riferimento, con una condotta marcatamente segnata da bias valutativi in favore del proprio ingroup. Il proprio gruppo viene implicitamente considerato "migliore" rispetto agli "altri", che vengono metodicamente svalutati o confrontati in chiave critica. "Corollario" di questo processo è che parte della propria autostima individuale può derivare anche dalla percezione di "superiorità" del proprio ingroup rispetto agli outgroups di riferimento, e questo fenomeno può quindi portare alla continua ricerca di occasioni di "confronto sociale" (esempi classici sono i continui confronti tra opposte tifoserie del tifo organizzato, o lo sviluppo di atteggiamenti razzisti nei confronti degli immigrati).

È importante distinguere tra le relazioni, i processi, le rappresentazioni e il comportamento tra gruppi o tra membri di gruppi diversi, e le relazioni, i processi, le rappresentazioni e il comportamento tra membri di uno stesso gruppo.

### Relazioni tra gruppi
I primi sono associati all’identità sociale, la parte del concetto di sé che deriva dall’appartenenza a gruppi o categorie sociali, che vanno dalla famiglia alla nazionalità, passando dal tifo per la stessa squadra di calcio all’essere una squadra di calcio, dal votare per un partito politico o farne politicamente parte, e così via.

### Relazioni nel gruppo
I secondi sono associati all’identità personale, la parte del concetto di sé che deriva dal possesso di determinate caratteristiche fisiche e psicologiche che rendono una persona unica rispetto a qualunque altra. L’identità personale implica un senso di continuità, o la sensazione di essere la stessa persona oggi che si era ieri o l’anno scorso (nonostante i cambiamenti fisici o di altro tipo). Tale senso deriva dalle sensazioni corporee; l’immagine corporea di una persona; e la sensazione che i propri ricordi, obiettivi, valori, aspettative e convinzioni appartengano al sé.
La SIT si è dimostrata uno dei modelli teorici di mesolivello più euristici della psicologia sociale dei rapporti intergruppo, influenzando profondamente sia lo sviluppo di questa linea di ricerca in ambito accademico, che le teorizzazioni e le ricerche su fenomeni sociali quali il razzismo, le tensioni internazionali, le dinamiche di conflitto intergruppo, i fenomeni di marginalizzazione sociale, i rapporti interetnici, etc.